# Aeterni Patris
Aeterni Patris, en español Del eterno Padre, subtitulada Sobre la restauración de la filosofía cristiana conforme a la doctrina de Santo Tomás de Aquino, fue la tercera carta encíclica del papa León XIII, publicada el 4 de agosto de 1879. En ella, el pontífice afirma que no existe conflicto entre la fe y la ciencia, y recomienda la doctrina tomista, desarrollada por Tomás de Aquino, como modo de resolver los aparentes problemas que presenta la conciliación de la fe y la razón. Esta doctrina debe ser la base de toda filosofía que se tenga por cristiana. Colaboraron en la redacción varios filósofos y teólogos, entre ellos el cardenal Tommaso Maria Zigliara, O.P.

## Contexto histórico
León XIII, ya en su primera encíclica Inescrutabili Dei consilio (1878), tras denunciar los males que aquejaban a la sociedad de ese momento, había señalado que «los falsos principios políticos perturbadores se encontraban sostenidos por doctrinas filosóficas erróneas»Se hacía necesario, por tanto, disponer de un filosofía que desvelase el error de esas doctrinas, y que pudiese dar una respuesta adecuada a los problemas del mundo contemporáneo.
Ya Pío IX había expresado el valor de la doctrina tomista, recordando que, a partir de la muerte de Santo Tomás, había estado presente en todos los concilios; también aprobado explícitamente aquellos puntos de la doctrina del santo que se referían a la relación entre la razón y la fe. Además a este papa corresponde, en 1857, la primera alabanza pública a los intentos de restauración tomista. León XIII recoge esa convicción de su predecesor, y se propone impulsar decisavamente esa resturación del método tomista, de modo que, sin mimetismos, se aplicase para la resolución de los nuevos problemas planteados a la sociedad y a la teología. 
Tras la publicación de la encíclica, el papa, el 15 de octubre de 1879, fundó la Academia de Santo Tomás de Aquíno, ordenó que se enseñase la filosofía de Santo Tomás en todas las escuelas romanas, y dispuso la publicación de una edición crítica de las obras completas de Santo Tomas, la llamada edición leonina, De este modo se constituyeron en Roma cátedras de filosofía y teología tomisa en el Colegio Romano de lo jesuitas, en el colegio de Propaganda Fide, en la universidad de la Minerva y en la Gregoriana. Fuera de Roma el foco tomisa más destacado se produjo en Lovaina, donde con ese fin, en 1888, se creó el Instituto Superior de Filosofía.

## Contenido
Aeterni Patris Unigenitus Filius, qui in terris apparuit, ut humano generi salutem et divinae sapientiae lucem afferret, magnum plane ac mirabile mundo contulit beneficium, cum caelos iterum ascensurus, Apostolis praecepit, ut euntes docerent omnes gentes; Ecclesiamque a se conditam communem et supremam populorum magistram reliquit.
El Hijo Unigénito del Eterno Padre, que apareció sobre la tierra para traer al humano linaje la salvación y la luz de la divina sabiduría, hizo ciertamente un grande y admirable beneficio al mundo cuando, habiendo de subir nuevamente a los cielos, mandó a los apóstoles que «fuesen a enseñar a todas las gentes», y dejó a la Iglesia por él fundada por común y suprema maestra de los pueblos
Íncipit de la encíclica Aeterni Patris

Así introduce la encíclica la misión que tiene la iglesia y sus pastores en la defensa de la verdad y, en consecuencia, en la promoción de la ciencia verdadera, con especial atención a las ciencias humanas y a la filosofía, cuidando que se cultiven con un método conforme con la fe. El papa explica cómo los males que en ese momento aquejan y amenazan a la sociedad tienen su origen en que se han introducido en ella graves errores sobre las realidades divinas y humanas, de modo que esos errores de la inteligencia influyen en la voluntad y en la acción. Por el contrario, si la verdad reina en la razón, el actuar humano que en ella se apoya será beneficioso para la vida privada y pública. De ahí la importancia de una correcta filosofía para sembrar y defender la fe cristiana; ciertamente ella no es suficiente, pero 

la filosofía, si se emplea debidamente por los sabios, puede de cierto allanar y facilitar de algún modo el camino a la verdadera fe y preparar convenientemente los ánimos de sus alumnos a recibir la revelación; por lo cual, con justicia, fue llamada por los antiguos, «ora, previa institución a la fe cristiana», «ora, preludio y auxilio del cristianismo», «ora, pedagogo del Evangelio».
Encíclica Aeterni Patris

La encíclica dedica buena parte de su contenido a mostrar que no existe contradicción entre la razón y la fe; es más, aunque las verdades de fe no pueden se alcanzadas por la inteligencia humana, la filosofía racional puede proporcionar motivos de credibilidad, y explicar las verdades reveladas. Explica el papa que las verdades naturales pueden ser de provecho para la doctrina revelada, como testimonia el que los padres de la Iglesia quisieran conocer y estudiaran los saberes de los infieles, Con citas de la Sagrada Escritura recuerda la encíclica las verdades divinas que puede alcanzar la razón: en primer lugar la existencia de Dios, «pues por la grandeza de la hermosura de la criatura se podrá a las claras venir en conocimiento del Criador de ellas»; pero también la consistencia de la doctrina revelada. De este modo la Iglesia ha aconsejado auxiliarse de la filosofía en la defensa de la fe:

Pues el Concilio Lateranense V, después de establecer que «toda aserción contraria a la verdad de la fe revelada es completamente falsa, porque la verdad jamás se opuso a la verdad», manda a los Doctores de filosofía, que se ocupen diligentemente en resolver los engañosos argumentos, pues como testifica San Agustín, «si se da una razón contra la autoridad de las Divinas Escrituras, por más aguda que sea, engañará con la semejanza de verdad, pero no puede ser verdadera»..
Encíclica Aeterni Patris

Hace notar la encíclica que, para que la filosofía cumpla ese papel, es necesario que rechace cualquier principio que repugne a la doctrina revelada, pues será señal cierta de que repugna a la verdad. Repasa a continuación la encíclica cómo desde los santos padres a la teología escolástica del medioevo, supieron aprovechar las aportaciones de la filosofía, y hacerla progresar, liberándola de los errores que podrían aparecer. Fue así obra de la escolástica unir la ciencia divina y la humana, su teología nunca habría podido tener el éxito que tuvo, si su filosofía no hubiera sido un sistema completo.
León XIII señala a Santo Tomás como el príncipe de los teólogos y filósofos escolásticos; de la valía de su obra es muestra el reconocimiento de las universidades, de los papas , y de los concilios generales, y en este sentido recuerda que los padres del Concilio de Trento, para ordenar el concilio quisieron que juntamente con la Sagrada Escritura y los decretos de los papas, se viese sobre el altar la Suma de Tomás de Aquino. Lamenta el papa la guerra que se ha hecho contra la filosofía escolástica desde que surgió la Reforma protestante; aparecieron así nuevas especies de filosofía, que dieron lugar a las dudas y vacilaciones, y no se pudo disponer de una filosofía, estable y robusta, que permitiese desvelar los errores y defender las verdades de la fe.
El papa comenta que no pocos cultivadores de la filosofía están tratando de restaurar la verdadera filosofía y renovar la doctrina de Santo Tomás, devolviéndola al antiguo esplendor; alaba ese intento y le anima a seguir en ese camino; al mismo tiempo recibe con agradecimiento todo lo bueno nuevo que se haya aportado al saber. Por ello exhorta con empeño a todos los obispos a que

para defensa y gloria de la fe católica, bien de la sociedad e incremento de todas las ciencias, renovéis y propaguéis la rica sabiduría de Santo Tomás. Decimos la sabiduría de Santo Tomás, pues si hay alguna cosa tratada por los escolásticos con demasiada sutileza o enseñada sin consideración; si hay algo menos acorde con las doctrinas manifiestas de las últimas edades, o finalmente, no laudable de cualquier modo, de ninguna manera está en nuestro ánimo proponerlo para ser imitado en la actualidad.
Encíclica Aeterni Patris

No se trata, por tanto, de mantener el tomismo tal como había llegado a sus días, sino de renovar el pensamiento de Santo Tomás, y continuar con su espíritu de investigación, aplicándolo a las circunstancias actuales. Una empresa que requiere de la ayuda divina, por lo que pide que todos juntos rueguen a Dios que derrame sobre la Iglesia el espíritu de ciencia, entendimiento y sabiduría; poniendo delante de Dios el patrocinio de Santa María, con la intercesión de San José, y de los apóstoles Pedro y Pablo.